# Interleukina 11
Interleukina 11, IL-11 – cytokina produkowana przez osteoblasty, eozynofile i komórki podścieliska szpiku kostnego. Aktywuje limfocyty B i megakariocyty, działa na limfocyty T stymulując produkcję cytokin typu Th2 i hamując produkcję cytokin typu Th1, hamuje wydzielanie wielu cytokin przez makrofagi, stymuluje trombocytopoezę, wydzielanie białek ostrej fazy, reguluje proliferację osteoklastów i działa przeciwzapalnie.
Rekombinowana interleukina 11 (oprelvekin) stosowana jest do zapobiegania trombocytopenii oraz w innych chorobach, np. w chorobie Leśniowskiego-Crohna.

Przeczytaj ostrzeżenie dotyczące informacji medycznych i pokrewnych zamieszczonych w Wikipedii.